# Stèle de corégence
La stèle de corégence est une stèle égyptienne datant de la fin de la XVIIIe dynastie. Elle se compose de sept fragments de calcaire, qui ont été trouvés dans une tombe à Amarna. La tablette représente les figures d'Akhenaton, de Néfertiti et de Mérytaton.
Quelque temps après la fabrication de la stèle, le nom de Néfertiti a été ciselé et remplacé par Néfernéferouaton, fille d'Ânkhésenpaaton, troisième fille d'Akhenaton et de Néfertiti, corégente d'Akhenaton. Dans le même temps, le nom de Mérytaton a été remplacé par celui d'Ânkhésenpaaton.
La stèle pourrait éclairer les événements de la période peu connue de la fin de la période amarnienne et la question de la succession immédiate d'Akhenaton. La restauration et l'interprétation de la stèle varient, mais il a été suggéré qu'elle soutient la thèse selon laquelle Néfertiti devrait être identifiée comme le corégent et le successeur d'Akhenaton.
La stèle se trouve actuellement au Musée Petrie de Londres.